# Mary Harrison McKee

Mary Harrison McKee

Mary Scott Harrison McKee (* 3. April 1858 in Indianapolis; † 28. Oktober 1930) war die Tochter von US-Präsident Benjamin Harrison und dessen Ehefrau Caroline Harrison. Als diese starb, übernahm Mary das Amt der First Lady der Vereinigten Staaten von 1892 bis 1893.
Sie heiratete James Robert McKee im November 1884. Das Paar hatte zwei Kinder: Benjamin Harrison McKee (auch „Baby McKee“ genannt) und Mary Lodge McKee.
Mary Harrison McKee wurde auf dem Crown Hill Cemetery in Indianapolis begraben.